# Diatrype elliptica
Diatrype elliptica är en svampart som beskrevs av Cooke & Massee 1890. Diatrype elliptica ingår i släktet Diatrype och familjen Diatrypaceae.   Inga underarter finns listade i Catalogue of Life.